# Josef Toman (skladatel)
Josef Toman (15. dubna 1894 Lukavice – 31. prosince 1972 Beroun) byl český nevidomý klavírista, varhaník a skladatel.

## Život
Pocházel z rodiny zemědělského dělníka. Ve třech letech přišel při úrazu o oko a později přestal vidět i na druhé. Byl přijat do Klarova ústavu pro nevidomé v Praze a měl se vyučit kartáčníkem. Učil se však také hře na lesní roh a na klavír, ale další studium hudby mu vedení ústavu nechtělo povolit. Nakonec se ředitel Wagner žádosti podvolil, ale s podmínkou, že nikdy nebude žádat o místo učitele hudby na Klarově ústavu.
Za první světové války se uvolnila některá varhanická místa, tak se stal v roce 1915 varhaníkem v Červeném Kostelci. V následujícím roce vykonal státní zkoušku ze hry na klavír a začal učit hudbě. Dál studoval hru na klavír u prof. Štěpána a nějaký čas i skladbu u Vítězslava Nováka. V roce 1916 vykonal státní zkoušku ze hry na klavír. Po válce získal v konkurzu místo ředitele kůru v Berouně. Založil soukromou hudební školu, která si získala brzy velmi dobrou pověst. V roce 1926 se oženil. Pořádal klavírní a varhanní koncerty doma i v zahraničí. Jeho improvizační schopnosti při hře na varhany ocenil i Václav Talich. Vystupoval i v rozhlase, především jako interpret svých skladeb.
Jeho skladatelské dílo zahrnuje 78 děl. Kromě klavírních skladeb psal i písně, sbory a komorní hudbu. Jako ředitel kůru a varhaník zkomponoval i řadu chrámových skladeb.

## Dílo (výběr)

### Klavírní skladby
- Ve tmách (cena ČAV 1923)
- Balada pro klavír op. 42 (1941)
- Drobnosti op. 47
- Polka F-dur pro klavír
- Radostné chvíle op. 43
- Tři přednesové skladby op. 50
- Za světlem

### Písně
- Ave Maria pro vyšší hlas s průvodem varhan
- Cyklus písní o lásce pro střední hlas
- Dětské říkanky pro zpěv sólo s průvodem klavíru
- Sbohem léto, píseň s doprovodem klavíru
- Ukolébavka op. 70 pro střední hlas s průvodem klavíru

### Komorní hudba
- Dechový kvintet č. 1
- Dechový kvintet č. 2, op. 54. (1957)
- Klavírní kvintet
- Melodie pro housle s průvodem klavíru
- Smyčcový kvartet č. 2, op. 27.
- Smyčcový kvartet č. 3
- Smyčcový kvartet č. 4, op. 74.
- Trio op. 69 pro klavír, housle a flétnu
- Tři nálady op. 34 pro housle s průvodem klavíru
- Vánoční fantasie pro varhany, smyčcový kvintet, flétnu, hoboj, klarinet a trombón

### Sbory
- Divná holka op. 13, ženský sbor
- Jitřní píseň, Hoře (mužské sbory)
- Chci žít! Sursum corda pro mužský sbor a' capella
- Jsem láska (smíšený sbor)
- Mezinárodní olympijská hymna op. 52 (sbor a orchestr)
- Mír op. 61b (smíšený sbor a capella)
- Modlitba za vlast op. 32 (smíšený sbor a orchestr)
- Nepovím (ženský sbor)
- Píseň svobody (smíšený sbor)
- Probuzení op. 12 (smíšený sbor na báseň Josefa Václava Sládka ze sbírky Jiskry na moři)
- Stesk (ženský sbor)
- To byl ten máj (mužský sbor)
- V lese. Mužský sbor na báseň Aloise Jiráska